# Shugo
Shugo (守護 (Thủ hộ)) là một chức quan quân sự thời phong kiến ở Nhật Bản. Chức vụ này ban đầu do shōgun chỉ định để giám sát một hoặc nhiều hành tỉnh ở Nhật Bản. Chức vụ này dần chuyển thành địa vị của các daimyō vào cuối thế kỷ XV, khi các shugo bắt đầu tự thực thi quyền lực trên các lãnh địa của mình, thay vì chỉ giữ vai trò như một thống đốc quân sự do Mạc phủ chỉ định.
Chức vụ này được cho là do Minamoto no Yoritomo lập ra vào năm 1185 để hỗ trợ việc bắt giữ Yoshitsune, với mục đích bổ sung là mở rộng sự cai trị của chính quyền Mạc phủ trên khắp Nhật Bản. Các shugo (thống đốc quân sự) dần dần thay thế kokushi (thống đốc dân sự), vối được triều đình ở Kyoto bổ nhiệm. Về danh nghĩa, gokenin ở mỗi tỉnh được cho là dưới quyền shugo, nhưng trên thực tế, mối quan hệ giữa hai vị trí này rất mong manh, vì gokenin cũng là chư hầu của shōgun.
Shugo thường ở lại trong thời gian dài ở kinh đô, xa hành tỉnh mà họ phụ trách. Các shugo đôi khi được bổ nhiệm kiêm quản một số hành tỉnh cùng một lúc. Trong những trường hợp như vậy, một trợ thủ cho shugo, hoặc shugodai (守護代), được bổ nhiệm để hỗ trợ.
Theo thời gian, quyền lực của một số shugo tăng lên đáng kể. Vào thời kỳ của Chiến tranh Ōnin (1467-1477), xung đột giữa các shugo trở nên phổ biến. Một số shugo mất quyền lực của mình cho cấp dưới như shugodai, trong khi những người khác củng cố quyền kiểm soát trên lãnh địa của mình. Kết quả, vào cuối thế kỷ 15, bắt đầu thời kỳ Sengoku, quyền lực ở Nhật Bản bị chia rẽ giữa các lãnh chúa thuộc nhiều loại khác nhau (shugo, shugodai và những người khác), những người được gọi là daimyōs.

## Các gia tộcshugovàdaimyōnổi tiếng thời Muromachi
Dưới đây là danh sách một số gia tộc lớn nắm chức vị shugos và daimyō trong thời kỳ Muromachi, cũng như các lãnh địa mà họ cai trị.
- Gia tộc Hosokawa - các tỉnh Izumi, Settsu, Tanba, Bitchū, Awaji, Awa, Sanuki, Iyo và Tosa
- Gia tộc Takeda - tỉnh Kai
- Gia tộc Ōtomo - Tỉnh Bungo
- Gia tộc Toki - Tỉnh Mino
- Gia tộc Rokkaku - Tỉnh Ōmi
- Gia tộc Ogasawara - Tỉnh Shinano